# 高嘉瑜
高嘉瑜（1980年10月17日—），中華民國政治人物，民主進步黨籍。曾任立法委員、三屆臺北市議員、任務型國民大會代表。
高嘉瑜的民意代表生涯開始於2005年當選任務型國民大會代表，為中華民國國民大會有史以來最年輕的成員之一。2010年至2020年連續當選為臺北市議員，2020年在臺北市第四選舉區以該屆立法委員選舉中臺北市最高票的125,138票當選；2024年泛綠分裂下敗於中國國民黨候選人李彥秀，連任失利。

## 早年生活
高嘉瑜出生於基隆市七堵區，就讀基隆市信義區中興國民小學、基隆市立中正國民中學。畢業於臺北市立第一女子高級中學後，就讀國立臺灣大學法律學系，並進修國立臺灣大學國家發展研究所兩岸組法學碩士。
2001年台大學生會第14屆學生會長選舉，候選人高嘉瑜就選舉結果指出選務人員不足、選務人員代選舉人簽名、投錯票箱、「幽靈選舉人」等事件層出不窮，有問題的票箱也足以影響選舉結果，因此訴諸學生法庭查辦。台大學生法庭下級行政庭，也於2001年9月7日正式做出選舉無效的判決。另外，台北市議員段宜康表示，雖然這次事件只是單純的校園選舉，但許多學生會的重要幹部，甚至是已經畢業，並活躍政治圈的前學生會會長卻動作頻頻，為避免政治力介入校園、事件可能被淡化呈不了了之局，才召開記者會讓全民監督。台北市議員江蓋世則認為，選務人員代選舉人簽名如9年前「花蓮作票事件」的翻版，身為台灣最高學府的台灣大學，發生這樣的作票舞弊事件，不但讓人深感遺憾，也是對現下選風敗壞的一種警訊。

## 政治生涯

### 早期政治生涯
高嘉瑜初入政壇時，曾擔任羅文嘉的特助。2005年中華民國國民大會代表選舉以24歲之齡成為史上最年輕的國民大會代表。
2007年獲民進黨黨內提名，參選2008年立法委員選舉臺北市第六選舉區，2007年10月突然遭回任民進黨主席的陳水扁撤換，改由前客委會主委羅文嘉出馬。唯羅文嘉後亦不敵尋求連任的資深立委李慶安，終以不足其票數的一半慘敗收場，甚至未能在選區內的任一票匭取得領先，均由李慶安壓倒性勝出。

### 臺北市議員
2010年台北市議員選舉中，是少數不插旗不掛布條的選舉者，終獲選區第四高票，順利入主議會。
2012年，高嘉瑜為其大學交往多年的男友馬文鈺撰寫推薦函，向臺北市立教育大學推薦馬文鈺至該大學任教。臺北市立教育大學嗣後新聘馬文鈺並加開兩門通識課（「兩岸關係概論」及「網路發展與現代政治」）。馬文鈺2012年甫從台灣大學國家發展研究所畢業。此舉遭致關說、濫用權力之質疑。
2014年，台北捷運發生隨機殺人事件後，高嘉瑜於台北市議會第十一屆第七次定期大會市政總質詢第18組質詢市長郝龍斌：「如果不是恐怖攻擊的核災，例如原子彈發生了，是哪個單位要負責？」質詢時三度提到「非恐怖攻擊」的核災，並舉原子彈、核彈為例。之後曾為此開記者會澄清，表示當時發言提及原子彈是針對「若發生核災（戰爭行為）時，台北捷運該如何進行疏散」，與壹電視網頁文字所稱「攜帶原子彈進捷運列車」有所不同。在高嘉瑜提出影片證據後，壹電視隨即刊登另一篇報導，引用錯誤資料的台電臉書粉絲頁也發表公開聲明向高嘉瑜致歉。
2014年台北市議員選舉獲3萬4,117票，以臺北市第一高票（得票率第一高15.59%）當選議員。
2015年，高嘉瑜質疑北市內湖警分局將當時一批藏放在內湖山區保護區的檜木當成是漂流木放行讓山老鼠運送，但該批木材經士林地檢署及林務局多次證實確為漂流木。確認該批木材為漂流木後，高於臉書上發表聲明，是不是漂流木不是重點，她質疑的是內湖分局偵辦此案的態度草率，未經查證就縱放這批木材。士林地檢署則認定該批木材確實為漂流木，並對受贈漂流木的興善宮主委王朝卿、女員工曾淑江及搬運業者陳東南為不起訴處分後，高嘉瑜在臉書回應表示，整個案子警方一開始在對犯罪嫌疑記明筆錄就有疏失，而檢察官後來是憑王朝卿有出示蘇中福公文因此推定無買受贓物之犯意，且檢察官沒有說明扁柏非屬台東樹種，如何可用台東撿拾公文放行，但事實上士林地檢的不起訴書中已說明台東林管處於2010、2013年曾標售過扁柏漂流木，也確實曾有撿拾到扁柏漂流木的紀錄。
2018年台北市議員選舉獲3萬4,285票，以臺北市第二高票（得票率第一高16.25%）當選議員，同時再度以選區第一高票當選連任。所屬選區票數更較市長候選人姚文智為高。

### 立法委員
2019年8月21日，獲民主進步黨徵召投入2020年臺北市第四選舉區立法委員選舉，選舉結果獲得12萬5,138票（50.12%），首次參選立法委員便以全市最高票當選，終以近七千票之差（2.68%）、過半得票率擊敗尋求連任的中國國民黨立法委員李彥秀，拿下選區內的兩個行政區，連對手家族世代經營的南港區都得以攻下，打破2012年起羅淑蕾高懸近八年的紀錄，也是首位在港湖區拿下過半得票的民進黨籍立委當選人，兩項紀錄均為2008年選區改制以來的第一人。高嘉瑜亦是繼2008年蔡正元連任成功後再次在港湖區拿下北市最高票的立委當選人。
2020年5月5日，高嘉瑜在政論節目《年代向錢看》批評高雄市市長韓國瑜以各種手段阻擋罷免案的舉行，並形容高雄市為「小北韓」，同時以北韓領導人金正恩比擬韓。「朝鮮經貿文化情報DPRK」臉書粉專5月7日表達抗議後，她隔日受訪時道歉。
2021年6月19日，柯文哲稱高嘉瑜致電衛生局，替禾馨要85瓶疫苗。高嘉瑜表示，單純是協助診所表達為照顧孕婦新生兒及醫護人員，希望能盡快取得疫苗，就這麼簡單，整個過程都有對話紀錄，且禾馨診所強調把疫苗用在一到三類醫事人員施打，一切符合規定。對此，禾馨醫療營運長林思宏說明，禾馨最後總計取得85瓶疫苗，第1批民權取得的40瓶主要都在該院打，後來衛生局致電聯繫將相關院所寫清楚，後續也願意配發新生、懷寧、士林3間診所。不過，根據禾馨先前公布的施打名單，集團下不僅醫護，連坐月子中心、清潔阿姨等都有打，是否全都屬於第一至三類可施打對象，仍有待衛生局清查。
2022年7月15日，擔任臺北市市長候選人陳時中競選辦公室副主委、分區總督導。
2022年7月19日，民進黨臺北市市長候選人陳時中到霞海城隍廟參拜，並介紹其競選團隊，在介紹到高嘉瑜時，高登台揮手2秒後快步離去並缺席了大合照的合影，此舉引來外界揣測，不過晚間高隨即在臉書澄清，表示自己為了趕場提早離開，已經知會過總幹事吳思瑤。
2022年8月10日，政論節目《年代向錢看》播出，高嘉瑜針對林智堅論文門事件蔡英文下達全體黨公職，支持林智堅捍衛自己的清白進行評論，高嘉瑜語帶不滿表示：「我們要怎麼支持林智堅捍衛清白？連林智堅自己都沒辦法捍衛自己的清白！……自從自己提出北北基桃竹選情可能會「一屍五命」的說法之後，自己的臉書就被灌爆，許多網友不滿，要自己和王世堅滾出民進黨，並要求黨中央開除黨籍。」高強調，民進黨應該是要容納多元不同的聲音，最後形成共識，取得社會和認同和多數人的支持，這樣子才能夠代表民進黨。高嘉瑜最後透露，甚至有英系立委直接在黨內群組發聲質疑，「難道社會會相信民進黨，而不相信台大嗎？」
2022年12月31日，高嘉瑜批評連續2年稅收大幅超徵，突顯「行政失靈」，由於解釋落差引發黨內反彈，諸如林濁水與羅致政皆批評高用詞不當，更在接下來的座談會遭到基層批評，高才出言道歉。
2024年1月，由於議員落選頭吳欣岱在深綠選民支持下挑戰尋求連任的高嘉瑜嚴重瓜分泛綠選票，最終不敵甫以全國最高票回任議員的昔日對手李彥秀，以四成選票在泛綠分裂的情況下無緣連任。

## 公眾形象
高嘉瑜2018年地方選舉中以第一高票連任市議員後，因其外貌及造型而有「港湖女神」的稱號。
高嘉瑜經常在公開場合演唱，並以走音的歌聲著稱。2020年初當選立委後，她聲言以演唱會謝票，其宣布在網路上引發調侃。

## 個人生活
高嘉瑜大學一年級時結識馬文鈺，兩人隨後交往二十餘年。她的從政是受到前男友在內的一群朋友影響。
2018年11月11日，民進黨臺北市長候選人姚文智在造勢晚會上提到：「有一個議員年輕漂亮，陳菊說話時他就在，但姚文智說話時，他就偷偷的溜走。」支持者隨後大喊：「高嘉瑜下台」。高嘉瑜亦曾經被傳媒拍下，於姚文智發言的時候翻白眼。面對媒體詢問此事，高嘉瑜回應「放下仇恨、團結加油」，但及後又揶揄姚文智，「被他罵，我媽也會傷心啊，也會在陰暗角落哭泣啊」。柯文哲被問及事件，則保護高嘉瑜，指不需要這樣對自己的同黨同志。

### 家暴事件
2021年11月10日，高嘉瑜受到男友林秉樞施暴前一日在新聞大白話的節目直播上，收到三則詭異的贊助留言。
2021年11月30日，高嘉瑜在律師陪同下，到警察局報案，對男友提告傷害。2021年12月1日，高嘉瑜親自召開記者會說明遭男友林秉樞施暴事件。

## 演出作品

### 電視劇
- 2009年：民視 《娘家》[54]

## 主持
- 2019年3月7日－2019年12月5日：MOMOTV綜合台《我要當選》[55][56]，與黃暐瀚共同主持。
- 2024年8月8日起：中廣流行網《人來瘋》主持
- 震傳媒 《新聞！給問嗎？》

## 著作
- 高嘉瑜. . 平安文化. 2019-10-14. ISBN 9789579314398.
- 繪本《加倍努力的小豬高高》

## 選舉紀錄
| 年度 | 選舉屆數               | 選舉區           | 所屬政黨   | 得票數    | 得票率 | 當選標記 | 備註 |
| ---- | ---------------------- | ---------------- | ---------- | --------- | ------ | -------- | ---- |
| 2005 | 任務型國民大會代表選舉 | 全國不分區選舉區 | 民主進步黨 | 1,647,791 | 42.52% |          |      |
| 2010 | 第十一屆臺北市議員選舉 | 臺北市第二選舉區 | 民主進步黨 | 21,798    | 10.66% | [ 57 ]   |      |
| 2014 | 第十二屆臺北市議員選舉 | 臺北市第二選舉區 | 民主進步黨 | 34,117    | 15.59% | [ 58 ]   |      |
| 2018 | 第十三屆臺北市議員選舉 | 臺北市第二選舉區 | 民主進步黨 | 34,285    | 16.25% | [ 59 ]   |      |
| 2020 | 第十屆立法委員選舉     | 臺北市第四選舉區 | 民主進步黨 | 125,138   | 50.12% | [ 60 ]   |      |
| 2024 | 第十一屆立法委員選舉   | 臺北市第四選舉區 | 民主進步黨 | 95,241    | 40.24% |          |      |

## 外部連結
- 立法院 -高嘉瑜委員簡介 （页面存档备份，存于）
- 高嘉瑜的Facebook專頁
- 高嘉瑜的Instagram帳戶
- YouTube上的高嘉瑜頻道